# Trevico

Trevico es uno de los 119 municipios o comunas ("comune" en italiano) de la provincia de Avellino, en la región de Campania. Con cerca de 1.284 habitantes, se extiende por una área de 10 km², teniendo una densidad de población de 128 hab/km². Linda con los municipios de Carife, Castel Baronia, San Nicola Baronia, San Sossio Baronia, Scampitella, Vallata, y Vallesaccarda

## Trevicanos destacados
- Rosa Giannetta Alberoni, (1945) periodista y escritora.

Ettore Scola, (10 de mayo de 1931 - Roma, 19 de enero de 2016. Cineasta.

## Demografía
| Gráfica de evolución demográfica de Trevico entre 1861 y 2001 |
|                                                               |
| Fuente ISTAT - elaboración gráfica de Wikipedia               |